# Margaret Church
Margaret Brooks Church (Providence, 13 marzo 1889 – 24 maggio 1976) è stata una micologa statunitense.
È stata una studiosa del genere Aspergillus e altri funghi coinvolti nella fermentazione degli alimenti.
È stata coautrice del primo manuale su Aspergillus con Charles Thom ed ha lavorato con Thom al suo trattato sul Penicillium.   Fu la prima occidentale a studiare la fermentazione ang-khak del riso usando il fungo Monascus purpureus Went (Church, 1920) e studiò altre fermentazioni di soia asiatiche che coinvolgono il fungo noto come Aspergillus oryzae. Questa ricerca culminò nella sua stesura di un bollettino USDA intitolato Soy and Related Fermentations nel 1923. Nel 1928 assunse il ruolo di preside di Biologia presso l'Università di Urbana, Urbana, Ohio, prima del suo ritiro in pensione nel 1939.

## Opere selezionate
- Laboratory experiments on the manufacture of Chinese Ang-khakin the United States (PDF), in J. Indust. Eng. Chem., vol. 12, 1920,  pp. 45-46, DOI:10.1021/ie50121a013.
- Soy and related fermentations, in U.S.D.A. Dept. Bull., vol. 1152, 1923,  pp. 1-26.
- Aspergillus flavus, A. oryzae and associated species, in Am. J. Bot., vol. 8, 1921,  pp. 103-126, DOI:10.2307/2435149.
- Thom C & Church MB. (1926) The Aspergilli. Williams & Wilkins Co., Baltimore, 272 pp.